# سباستیان ویژیه
سباستیان ویژیه (فرانسوی: Sebastien Vigier‎؛ زادهٔ ۱۸ آوریل ۱۹۹۷) دوچرخه‌سوار اهل فرانسه است.
وی در مسابقات کشوری و بین‌المللی در مجموع برندهٔ ۲ مدال طلا، ۳ مدال برنز شده‌است.